# Championnats d'Europe de biathlon 1998
 (août 2022).
Navigation
Édition précédente Édition suivante
Les championnats d'Europe de biathlon 1998, cinquième édition des championnats d'Europe de biathlon, ont lieu en 1998 à Minsk, en Biélorussie.

## Résultats et podiums

### Moins de 26 ans

#### Hommes
| Épreuve           | Or                                                                                  | Argent                                                                     | Bronze                                                                          |
| ----------------- | ----------------------------------------------------------------------------------- | -------------------------------------------------------------------------- | ------------------------------------------------------------------------------- |
| 10 km sprint      | Jēkabs Nākums                                                                       | Aleksandr Popov                                                            | Ilmārs Bricis                                                                   |
| 12.5 km poursuite | Gunar Bretschneider                                                                 | Ilmārs Bricis                                                              | Oļegs Maļuhins                                                                  |
| 20 km individuel  | Sergey Rozhkov                                                                      | Stefan Hodde                                                               | Ilmārs Bricis                                                                   |
| Relais            | Allemagne- Ulf Karkoschka - Marco Morgenstern - Mark Kirchner - Gunar Bretschneider | Norvège- Kjetil Sæter - Kim Skutbergsveen - Bård Mjølne - Stig-Are Eriksen | Biélorussie- Igor Pesterev - Alexandr Ivanovski - Ivan Pesterev - Dmitri Shijov |

#### Femmes
| Épreuve          | Or                                                       | Argent                                                                | Bronze                                                   |
| ---------------- | -------------------------------------------------------- | --------------------------------------------------------------------- | -------------------------------------------------------- |
| 7.5 km Sprint    | Nadejda Talanova                                         | Natalia Permiakova                                                    | Peggy Wagenführ                                          |
| 10 km Poursuite  | Nadejda Talanova                                         | Janet Klein                                                           | Peggy Wagenführ                                          |
| 15 km individuel | Nadejda Talanova                                         | Svetlana Tchernooussova                                               | Irina Dyachkova                                          |
| Relais           | Allemagne- Peggy Wagenführ - Janet Klein - Andrea Henkel | Russie- Irina Dyachkova - Svetlana Tchernooussova - Yulia Kondratieva | Finlande- Satu Pöntiö - Anna-Liisa Rasi - Annukka Mallat |